# Atheta kenyaminor
Atheta kenyaminor – gatunek chrząszcza z rodziny kusakowatych i podrodziny rydzenic.
Gatunek ten opisał po raz pierwszy w 2012 roku Roberto Pace. Jako lokalizację typową wskazano Metsę na górze Kenia w Kenii.
Chrząszcz o błyszczącym, wydłużonym w zarysie ciele długości 3,4 mm. Czarna, silnie siateczkowana, wyraźnie i gęsto ziarenkowana głowa ma skronie tak długie jak oczy. Całkowicie czarne czułki mają człon drugi krótszy od poprzedniego, człon trzeci dłuższy od drugiego, a człony od czwartego do dziesiątego szersze niż dłuższe. Przedplecze jest czarne, silnie siateczkowane, wyraźnie i gęsto ziarenkowane. Pokrywy są brązowe, mocno siateczkowane, wyraźnie i gęsto ziarenkowane. Barwa odnóży jest ruda. Poprzecznie siateczkowany oraz drobno, gęsto i wyraźnie ziarenkowany odwłok jest czarny; siatka na wolnych urotergitach czwartym i piątym jest szczególnie mocno poprzeczna. Genitalia samca mają edeagus podobny do tego u A. mombasana, jednak krótszy i pozbawiony crista apicalis.
Owad afrotropikalny, znany wyłącznie z góry Kenia w Kenii.